# At tegne
At tegne er en film instrueret af Lotte Mik-Meyer.

## Handling
»At tegne« er en rejse ind i tegnerens arbejdsproces optaget på Den Klassiske Tegneskole på Ny Carlsberg Glyptotek. Lederen af denne traditionsrige skole, Asbjørn Jakobsen, fører de unge elever gennem æstetikken, teknikken og de eksistentielle spørgsmål, som opstår i tegneprocessen. »At tegne« er en non-lineær, visuel og poetisk rejse for den, der vil fordybe sig i dét at tegne, og dét at være et menneske, der udtrykker sig i verden.